# Васіл Евтімов
Васіл Евтімов (29 червня 1900, Кюстендил, Болгарія — 1986, Софія, Болгарія) — болгарський художник.

## Біографія
З дитинства займався малюванням. У 1919-1920 разом з групою художників, що стали з часом відомими майстрами живопису, серед яких, Асен Василієв, Борис Елісеєв, Іван та Кирил Ненов і Кирил Цонев, організував дві виставки в рідному місті. У 1925 році закінчив живописний факультет Художньої академії в Софії.
Під впливом свого близького друга Володимира Димитрова-Майстора почав писати портрети і жанрові картини. Після закінчення академії працював викладачем малювання в Пазарджиці.
Пізніше протягом трьох років працював художником на столичній Державній друкованій фабриці, де створив 23 проекти поштових марок на історичні теми.
Двічі побував у Парижі зі своїми персональними виставками.
Після закінчення Другої світової війни працював у Національній художній галереї і Етнографічному музеї. У 1955-1956 протягом шести місяців зі своїми виставками знаходився в КНР, де ескспонував картини в Пекіні, Шанхаї та інших китайських містах.
Брав участь у багатьох групових виставках в Кюстендилі (1979) і Мюнхені (1985).
Картини художника зараз знаходяться в багатьох художніх галереях Болгарії та приватних колекціях в Парижі, Брюсселі, Лондоні, Мюнхені, Стокгольмі, Цюриху, Вашингтоні та Нью-Йорку. Найбільша колекція робіт художника — в художній галереї "Володимира Димитрова-Майстора.
Васіл Евтімов — автор цілого ряду портретів відомих людей Софії, натюрмортів, пейзажів і живописних композицій.

## Вибрані роботи
цикли картин:
- «Кюстендильський край»,
- «Лілія»,
- «Люди»,
- «Квітневе повстання»,
- «Рибалки» і багато інших.